# Frédéric Péchenard
Frédéric Péchenard (ur. 12 marca 1957 w Neuilly-sur-Seine) – francuski policjant, wykładowca i samorządowiec, w latach 2007–2012 dyrektor generalny Police nationale, wiceprzewodniczący rady regionalnej Île-de-France.

## Życiorys
Absolwent Lycée Carnot, podjął następnie studia prawnicze, uzyskując magisterium w tej dziedzinie. W 1981 podjął naukę w szkole policyjnej École nationale supérieure de la Police w Saint-Cyr-au-Mont-d’Or, po czym rozpoczął pracę we francuskiej policji kryminalnej. Stopniowo awansował w jej strukturze, na początku lat 90. był zastępcą dowódcy brygady BRI (jednostki specjalnej do spraw rozpoznania i interwencji) w paryskiej prefekturze. W latach 1996–2000 dowodził brygadą BRI (jednostką specjalną do spraw zwalczania przestępczości zorganizowanej). W 2000 został dyrektorem wydziału kryminalnego w dyrekcji regionalnej policji w Paryżu. W 2003 objął stanowisko wicedyrektora w SDAEF (dyrekcji do spraw ekonomicznych i finansowych paryskiej policji); otrzymał wkrótce promocję na wyższy stopień służbowy contrôleur général, a w 2006 został awansowany na stopień directeur des services actifs. W czerwcu 2007 stanął na czele Police nationale jako jej dyrektor generalny. Funkcję tę pełnił do maja 2012.
Zajął się w międzyczasie także pracą dydaktyczną, pracując jako wykładowca w szkole policyjnej ENSP oraz na Université Panthéon-Assas. W 2013 otrzymał rangę urzędniczą inspecteur général en service extraordinaire.
W 2013 zaangażował się w działalność polityczną w ramach Unii na rzecz Ruchu Ludowego, przekształconej później w partię Republikanie. W 2014 został wybrany na radnego miejskiego w Paryżu. W tym samym roku Nicolas Sarkozy, nowo wybrany przewodniczący partii, powierzył mu stanowisko dyrektora generalnego ugrupowania, które Frédéric Péchenard zajmował do 2016. W 2015 i 2021 uzyskiwał mandat radnego regionu Île-de-France, objął funkcję zastępcy Valérie Pécresse do spraw bezpieczeństwa.

## Odznaczenia
Odznaczony m.in. Legią Honorową klasy V (2004) i IV (2011).